# بنی بوعتاب
بنی بوعتاب (به عربی: بنی بوعتاب) یک شهرداری در الجزایر است که در استان الشلف واقع شده‌است. بنی بوعتاب ۲٬۵۵۱ نفر جمعیت دارد.